# Свобода (1886 – 1920)
Вижте пояснителната страница за други значения на Свобода.
„Свобода“ е голям политически вестник в София, издаван с държавни средства в периодите 1886 – 1899 г. и 1918 – 1920 г.
Първоначално (1886 – 1887 г.) изразява политиката на Регентството, а след това е орган на Народнолибералната партия на Стамболов. Защитава националистически възгледи и външнополитическо преориентиране на България към сближаване с Австро-Унгария и намаляване на руското влияние в България. През 1899 г. прекъсва и е заменен с „Нов век“. Сред редакторите са Захари Стоянов, Димитър Петков, Димитър Ризов.
При създаването си излиза два пъти в седмицата – сряда и петък, а по-късно – всеки присъствен ден.